# Године учења Вилхелма Мајстера
Године учења Вилхелма Мајстера је класични образовни роман Јохана Волфганга Гетеа. Револуционарни развојни роман објављен је 1795/96. Састоји се од осам књига, од којих је првих пет засновано на фрагменту Позоришне серије Вилхелма Мајстера, који није био објављен за време Гетеовог живота. Поређење ова два текста показује већи број дословних подударања. Наставак Година путовања Вилхелма Мајстера објављен је 1821. односно 1829. године.

## Коментари и анализе
Фридрих Шлегел је 1798. писао о Гетеовом Мајстеру: „Такође видимо да је већа вероватноћа да ове Године Учења желе и могу да образују било кога другог да постане способан уметник или човек него сам Вилхелм. Не треба ову или ону особу образовати, већ природа, само образовање треба да буде представљено у мноштву примера и сабијено у једноставне принципе."
У фебруару 1800. Новалис је описао Учење као „фаталну и шашаву књигу. Радост што је сада завршена осећа се у потпуности на крају. Цела ствар је оплемењени роман. Године учења Вилхелма Мајстера, или ходочашће после племићке дипломе. „Дух књиге је „уметнички атеизам“, јер одбацује „дивност" у њој као пуку „поезију и ентузијазам“. Новалис, међутим, никада није објавио своје приватне белешке о Вилхелму Мајстеру. Пустио је свог пријатеља Фридриха Шлегела да обилато хвали роман, потајно је смислио своје и написао свој нацрт, роман Хајнрих фон Офтердинген.

## Филмске адаптације
- Погрешан покрет - бесплатна адаптација романа, Баварски радио Немачка 1974/1975, играни филм, 103 мин Режија: Вим Вендерс, сценарио: Петер Хандке, камера: Роби Мулер, музика: Јурген Книпер. Продукција: Западнонемачки радио Келн, Соларис, Минхен, прво емитовање: 25. јун 1976. Улоге: Рудигер Воглер као Вилхелм Мајстер, Ханс-Кристијан Блех као Лаертес, Хана Шигула као Тереза Фарнер, Настасја Кински као Мињон[1]
- Мајкл Мракич је 1978. године снимио роман за телевизију (са Кристин Бухегер, Гертрауд Џесерер, Јоханом Мартинц и Хансом Зишлером)[2]

## Музичке адаптације
- У раним издањима романа, песме су се појављивале као нотни додатак, који је музицирао Јохан Фридрих Рајхарт.
- Године 1816. Франц Шуберт је музички адаптирао део друге књиге у Песмама Хафнера (Ко се предаје усамљености – Ко никад хлеба није  уз сузе јео – Хоћу да се прикрадем вратима)[3]
- Опера Мигнон Амброаза Томаса, која је премијерно изведена 1866. године, бесплатна је адаптација Година Учења Вилхелма Мајстера.